# Eugenia conduplicata
Eugenia conduplicata är en myrtenväxtart som beskrevs av Bruce K. Holst. Eugenia conduplicata ingår i släktet Eugenia och familjen myrtenväxter. Inga underarter finns listade i Catalogue of Life.